# Perdita asteris
Perdita asteris là một loài Hymenoptera trong họ Andrenidae. Loài này được Cockerell mô tả khoa học năm 1896.

## Hình ảnh

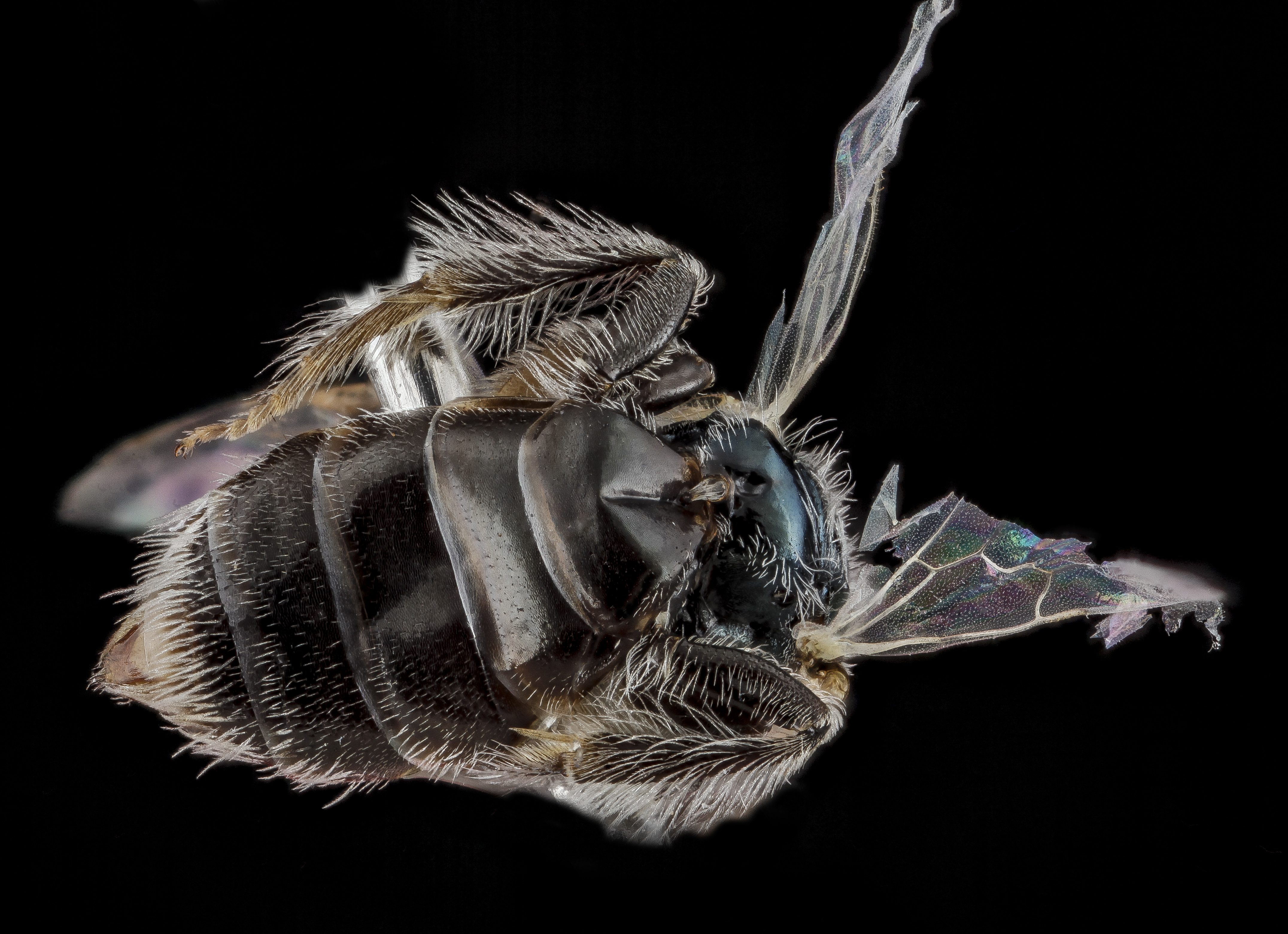
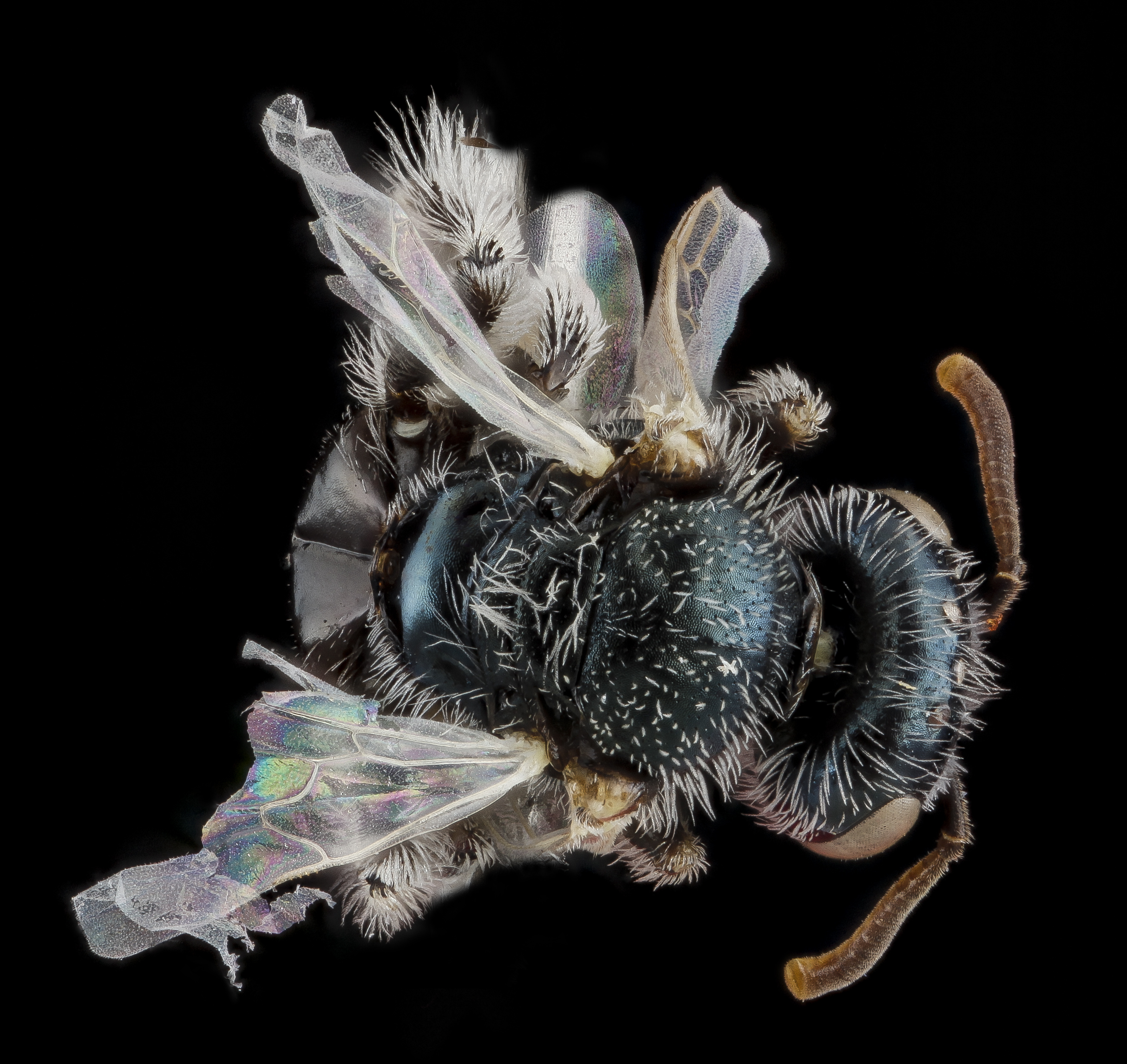
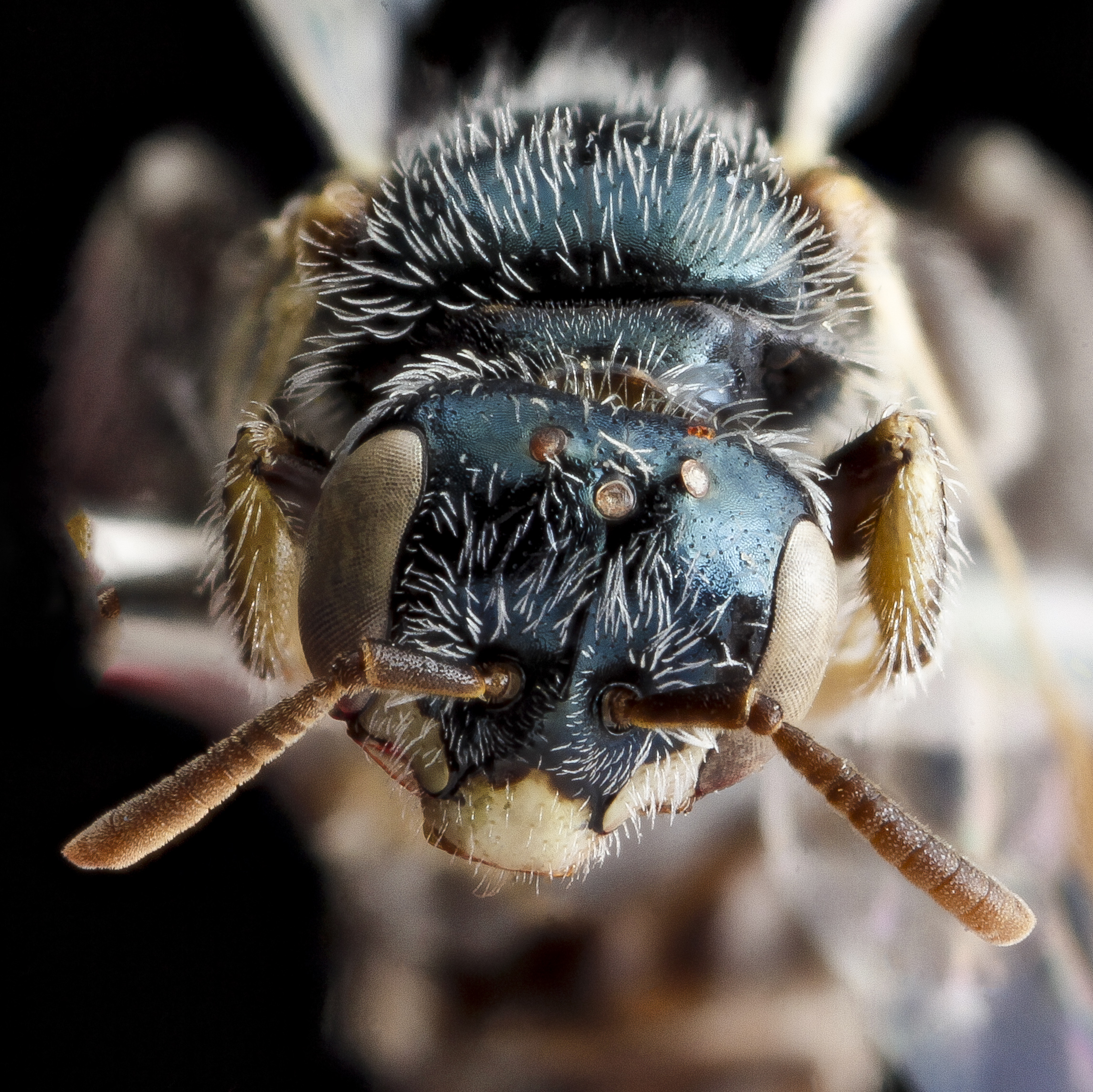